# Comuna Ahronomia, Arbuzînka
Ahronomia (în ucraineană Агрономія) este o comună în raionul Arbuzînka, regiunea Mîkolaiiv, Ucraina, formată din satele Ahronomia (reședința) și Novîi Stavok.

## Demografie
Componența lingvistică a comunei Ahronomia
     Ucraineană (93,31%)
     Rusă (4,94%)
     Română (1,67%)
     Alte limbi (0,08%)
Conform recensământului din 2001, majoritatea populației comunei Ahronomia era vorbitoare de ucraineană (93,31%), existând în minoritate și vorbitori de rusă (4,94%) și română (1,67%).